# Byrebistus
Byrebistus is een geslacht van halfvleugeligen uit de familie Aphrophoridae. De wetenschappelijke naam van dit geslacht is voor het eerst geldig gepubliceerd in 1920 door Distant.

## Soorten
Het geslacht Byrebistus  is monotypisch en omvat slechts de volgende soort:
- Byrebistus nigritarsus Distant, 1920